# Chevrolet Bel Air
La Chevrolet Bel Air è un'autovettura full-size prodotta dalla Chevrolet dal 1950 al 1975. In Canada venne assemblata e venduta fino al 1981. La prima serie del modello era in realtà il nome di un allestimento della Chevrolet Deluxe. Nel 1953 la Bel Air diventò un modello a sé stante. In tutte le generazioni che sono state prodotte, il motore era montato anteriormente, mentre la trazione era posteriore.

## La prima serie: 1950-1954
Nel 1950 la Chevrolet lanciò un design rivoluzionario che segnò per decenni il mercato automobilistico. Il modello che esordì con questo design fu la Bel Air, che all'epoca era un allestimento della Deluxe. La carrozzeria era cabriolet con hard-top non smontabile. Modelli come questo vennero lanciati sul mercato già negli anni venti. Tra essi erano presenti anche delle vetture Chevrolet, ma non ebbero successo. Il design fu riproposto all'inizio degli anni cinquanta su marchi come Chevrolet e Cadillac, e questa volta ebbe successo. Della Bel Air, nel primo anno di commercializzazione, furono venduti solo 77.662 esemplari. Questo basso dato può essere spiegato considerando che il mercato automobilistico fu inizialmente prudente nei confronti del nuovo design.
Nel 1953 la Chevrolet rinominò i propri modelli, e il nome Bel Air venne applicato a un modello a sé stante. Questa vettura era al top della gamma Chevrolet. Sotto alla Bel Air, erano presenti la 150 e la 210. Le Chevrolet del 1953 furono pubblicizzate con lo slogan "Entirely New Through and Through" (cioè, in italiano, "Completamente nuova in lungo e in largo") dato che vennero rinnovati i pannelli, il frontale e la coda. Comunque, queste Chevrolet avevano lo stesso telaio e la medesima meccanica dei modelli commercializzati tra il 1942 e il 1952. La Bel Air era dotata di una larga modanatura cromata, che partiva dall'inizio del rigonfiamento in corrispondenza del parafango posteriore, e proseguiva fino al paraurti posteriore. L'interno di questa modanatura era verniciata dello stesso colore della carrozzeria, e presentava la scritta "Bel Air". Le altre vetture Chevrolet invece non avevano, su nessuna parte del veicolo, riportato il nome del modello, e possedevano solamente gli emblemi della casa automobilistica sul cofano e sul bagagliaio. Gli interni della Bel Air erano caratterizzati dall'abbondante uso di parti cromate nella zona inferiore del cruscotto, e da un volante speciale con trombe clacson completamente cromate. Erano compresi, tra l'equipaggiamento di serie, i tappetini e i copricerchioni. Nel 1954 la Bel Air rimase pressoché immutata rispetto all'anno precedente, eccetto che per la calandra e i fanali posteriori, che vennero rivisti. In questi anni la scelta del motore era concentrata su tre propulsori. Il primo possedeva una cilindrata di 3,5 L ed erogava 92 CV di potenza. Gli altri due erano dei "Blue Flame" a sei cilindri in linea, e possedevano valvole in testa, pistoni in alluminio, e avevano una cilindrata di 3,9 L. La loro applicazione era vincolata al tipo di cambio utilizzato, e differivano dalla potenza erogata e da alcune caratteristiche. Il motore da 115 CV era associato al cambio manuale, e possedeva delle punterie a bicchierino e un sistema misto di lubrificazione, più precisamente "a sbattimento" e "a pompa". Il propulsore da 125 CV invece possedeva punterie idrauliche e una lubrificazione interamente a pompa. A esso era associato al cambio automatico Powerglide. Nel 1954 i modelli con cambio manuale ebbero il motore che l'anno precedente era associato alla trasmissione automatica.

Nel 1953 e nel 1954 le Bel Air potevano essere ordinate con carrozzeria cabriolet due porte, hardtop due porte, berlina due e quattro porte e, nel secondo anno citato, anche familiare quattro porte. Quest'ultima possedeva dei rivestimenti in finto legno sulle fiancate, come molti altri modelli omologhi dell'epoca di altre case automobilistiche. Nel 1953 il servosterzo era offerto come optional, mentre dall'anno successivo fu disponibile il servofreno, i sedili regolabili elettricamente e gli alzacristalli elettrici per i finestrini anteriori. 

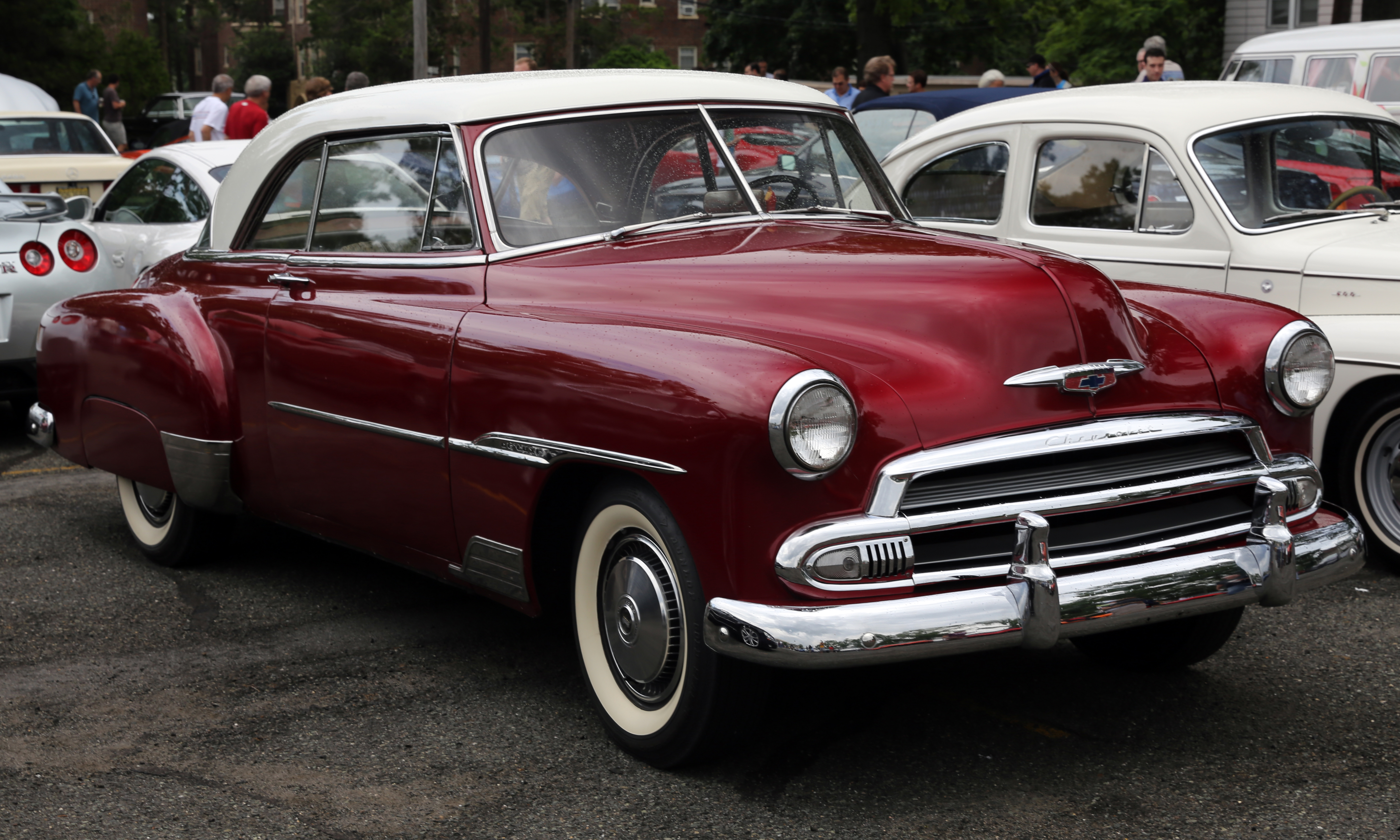
Chevrolet Bel Air del 1951
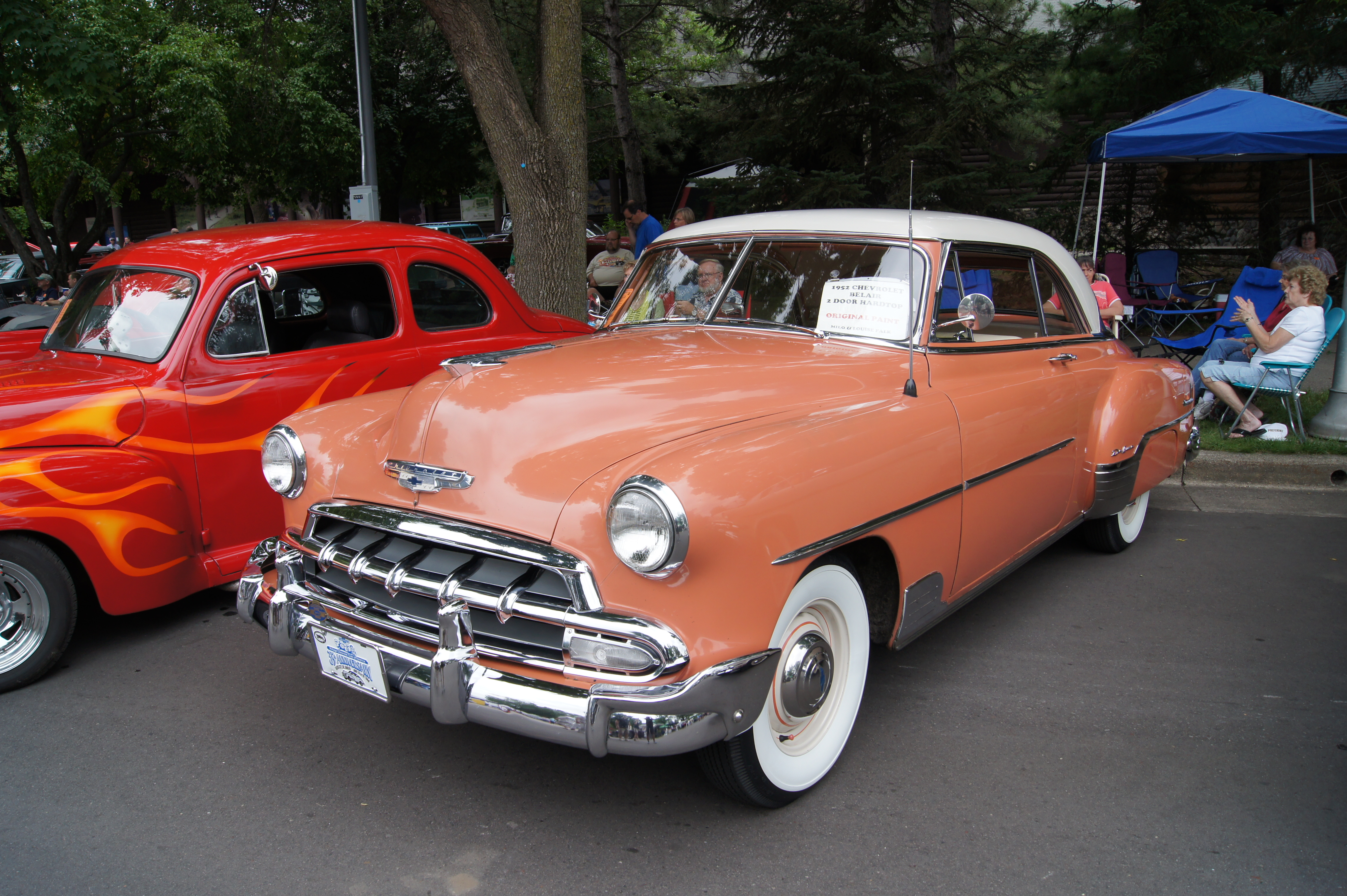
Chevrolet Bel Air del 1952
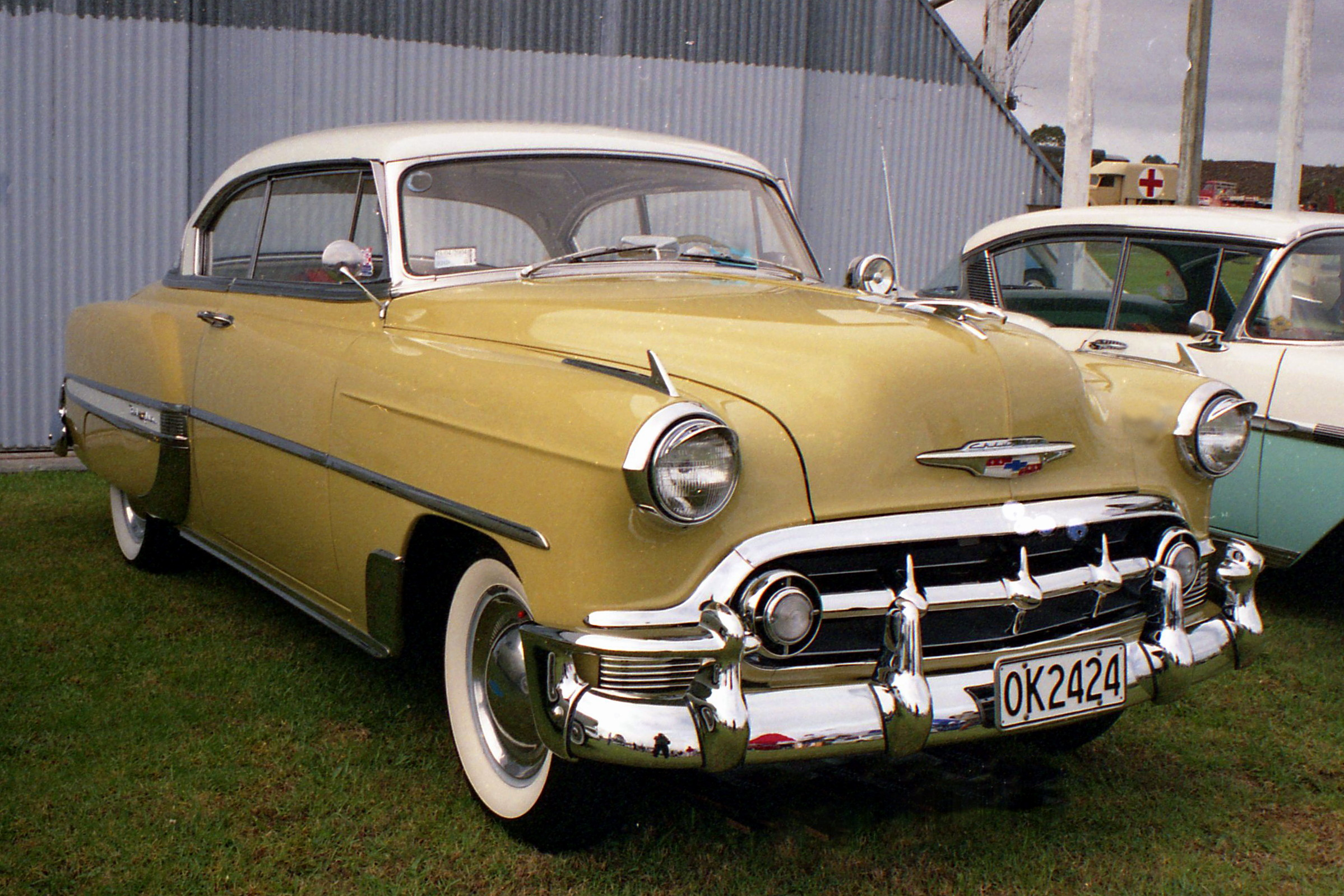
Chevrolet Bel Air del 1953
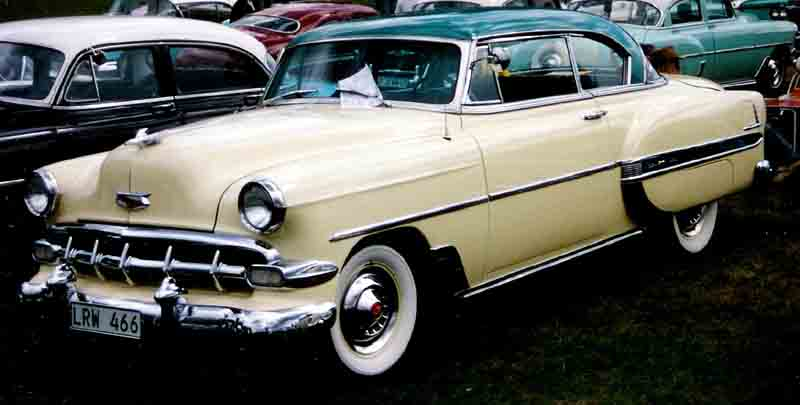
Chevrolet Bel Air del 1954

## La seconda serie: 1955–1957
Nel 1955 la Chevrolet decise di offrire per la Bel Air anche un motore V8. Il nuovo propulsore V8 da 4,3 L di cilindrata aveva in dotazione un moderno sistema di valvole in testa ed era caratterizzato dall'avere un alto rapporto di compressione e una corsa corta. Questo design rimase in produzione, in varie forme, per decenni. Il motore base aveva in dotazione un carburatore a doppio corpo ed erogava 162 CV di potenza, mentre l'opzione Power Pack aveva montato un carburatore quadruplo corpo e sviluppava 180 CV. In seguito venne introdotto il pacchetto Super Power Pack, che era caratterizzato da un più alto rapporto di compressione e da 15 CV di potenza in più. Erano offerti anche due motori a sei cilindri in linea, più precisamente un propulsore da 3,5 L e un motore Blue Flame da 3,9 L.
Oltre che l'introduzione del nuovo motore, nell'anno in questione il modello fu oggetto di restyling. Questa revisione della linea coinvolse anche gli altri modelli full-size Chevrolet. A differenza di quella delle Ford e delle Plymouth, la linea delle Chevrolet era completamente nuova. Le nuove Bel Air possedevano ora i tappetini, dei profili cromati sugli hard-top, degli inserti cromati a forma di lancia sui parafanghi anteriori, dei bordi dei finestrini cromati e dei copricerchioni che rivestivano interamente i cerchioni. I modelli possedevano anche la scritta dorata "Bel Air" sulla carrozzeria. Nel 1957 la cilindrata del motore crebbe fino a 4,6 L, grazie all'introduzione del nuovo propulsore V8 Super Turbo Fire V8 a iniezione, che erogava 283 CV di potenza. Gli esemplari con questo motore sono abbastanza rari, dato che la maggior parte delle vetture vendute montava l'alimentazione a carburatore.
Le Bel Air del 1955, 1956, ma soprattutto del 1957 segnarono un'epoca, dato che furono l'icona dell'industria automobilistica statunitense di quegli anni. La spaziosità, le caratteristiche pinne posteriori e le parti cromate, che contraddistinguevano questi modelli, avrebbero caratterizzato le automobili assemblate a Detroit per i 20 anni successivi. Le Chevrolet del 1955, 1956 e 1957 erano comunemente definite TriFives.
Dal 1955 al 1957 la familiare due porte Nomad fu inclusa nella gamma Bel Air, sebbene il suo corpo vettura e l'allestimento interno fosse peculiare del modello. Prima di essere prodotta in serie, la Nomad apparì per la prima volta nel 1954 come concept car basata sulla Corvette. La Chevrolet ha successivamente allestito due concept car di nome Nomad, con la più recente che è stata presentata al pubblico nel 1999. Il 1956 vide l'introduzione di una versione quattro porte senza montanti, che venne chiamato Sport Sedan, e che fu disponibile nelle gamme della Bel Air e della 210.
I cambi disponibili erano tre. Uno era manuale a tre rapporti, mentre due erano automatici. Di quest'ultimo tipo erano installati il Powerglide a due rapporti e il Turboglide a tre velocità.

Questa serie di Bel Air è stata assemblata a Caracas (Venezuela), a Oshawa (Canada) e a Arlington (Texas).

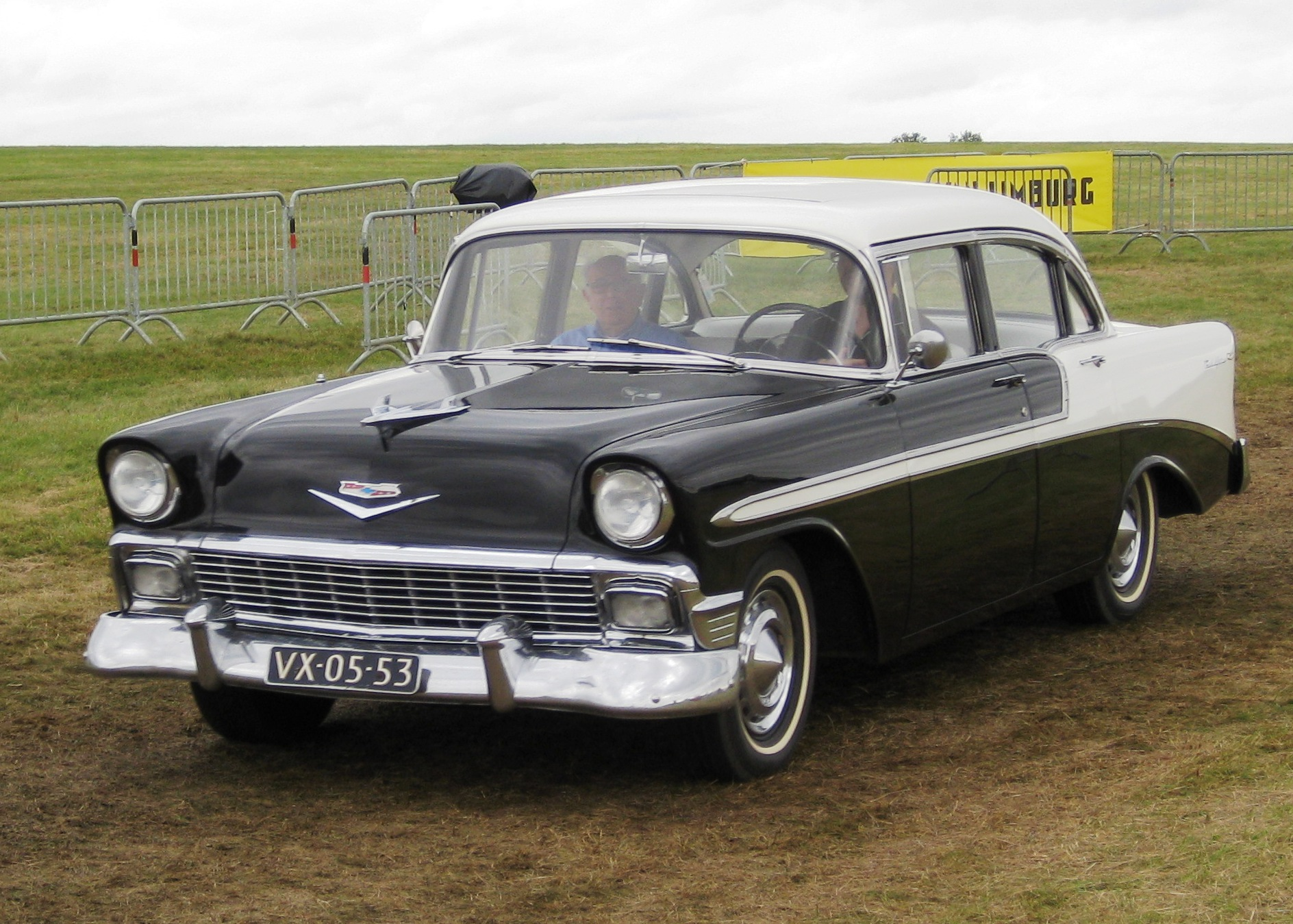
Chevrolet Bel Air del 1956
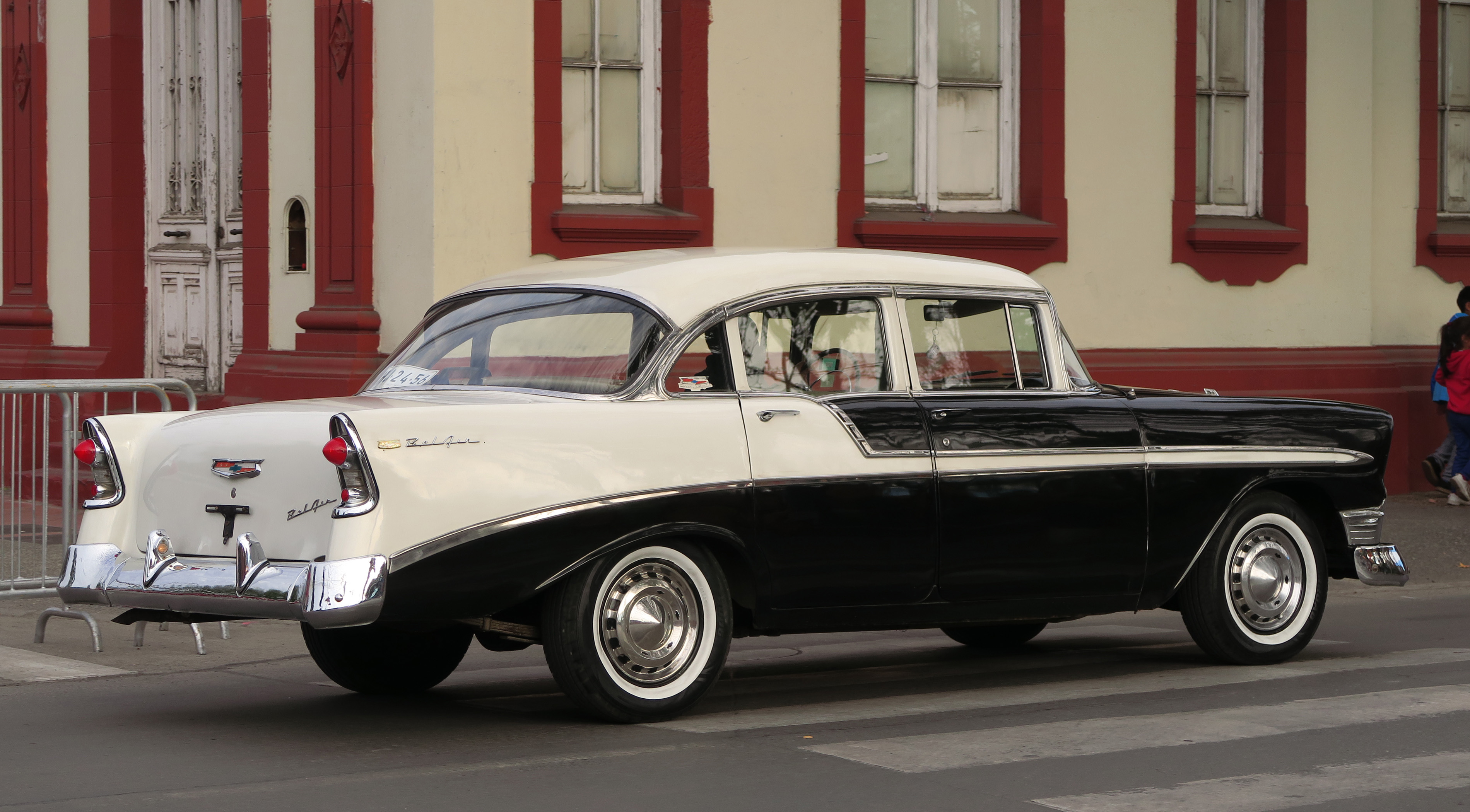
Vista posteriore
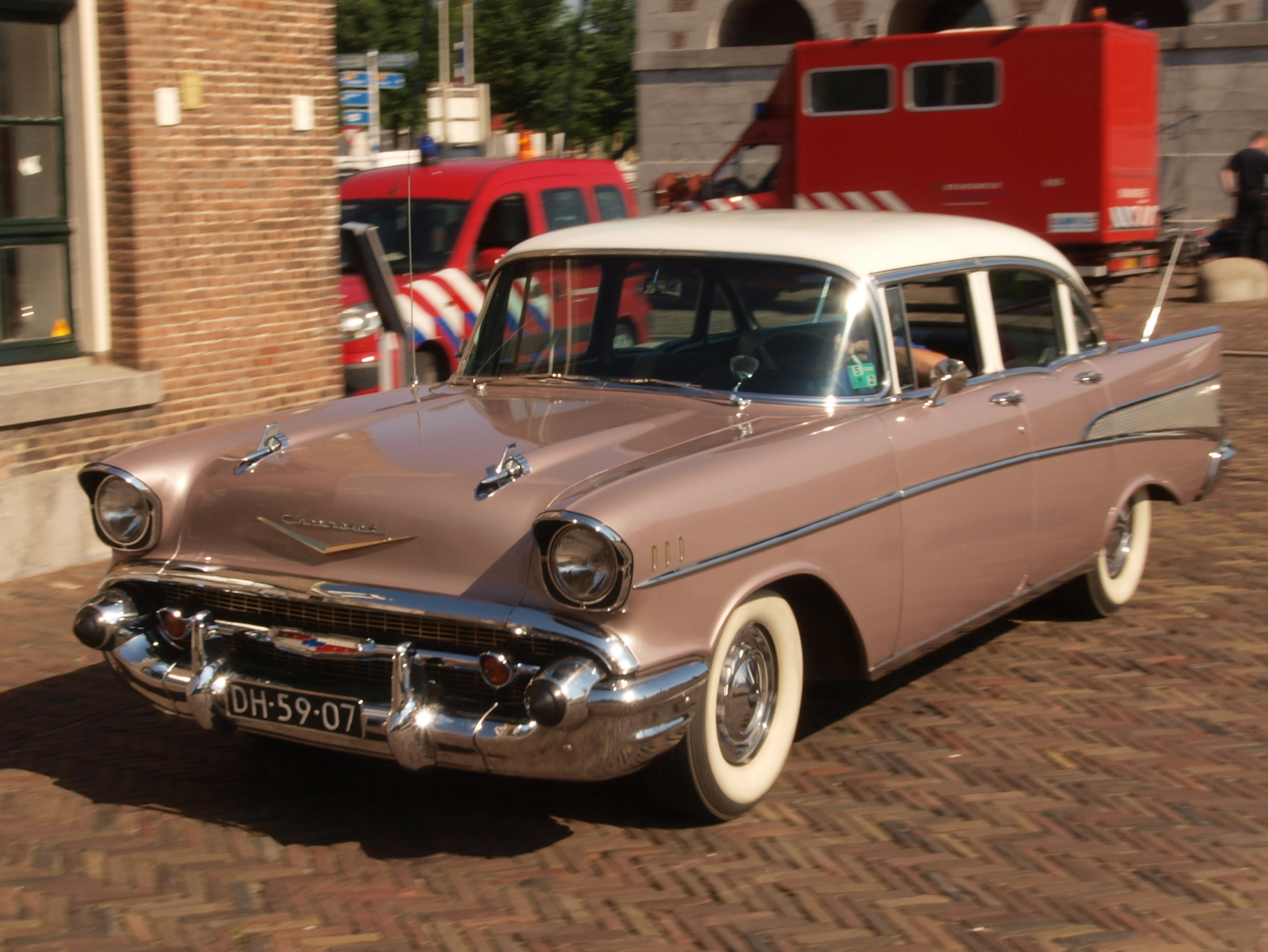
Chevrolet Bel Air del 1957
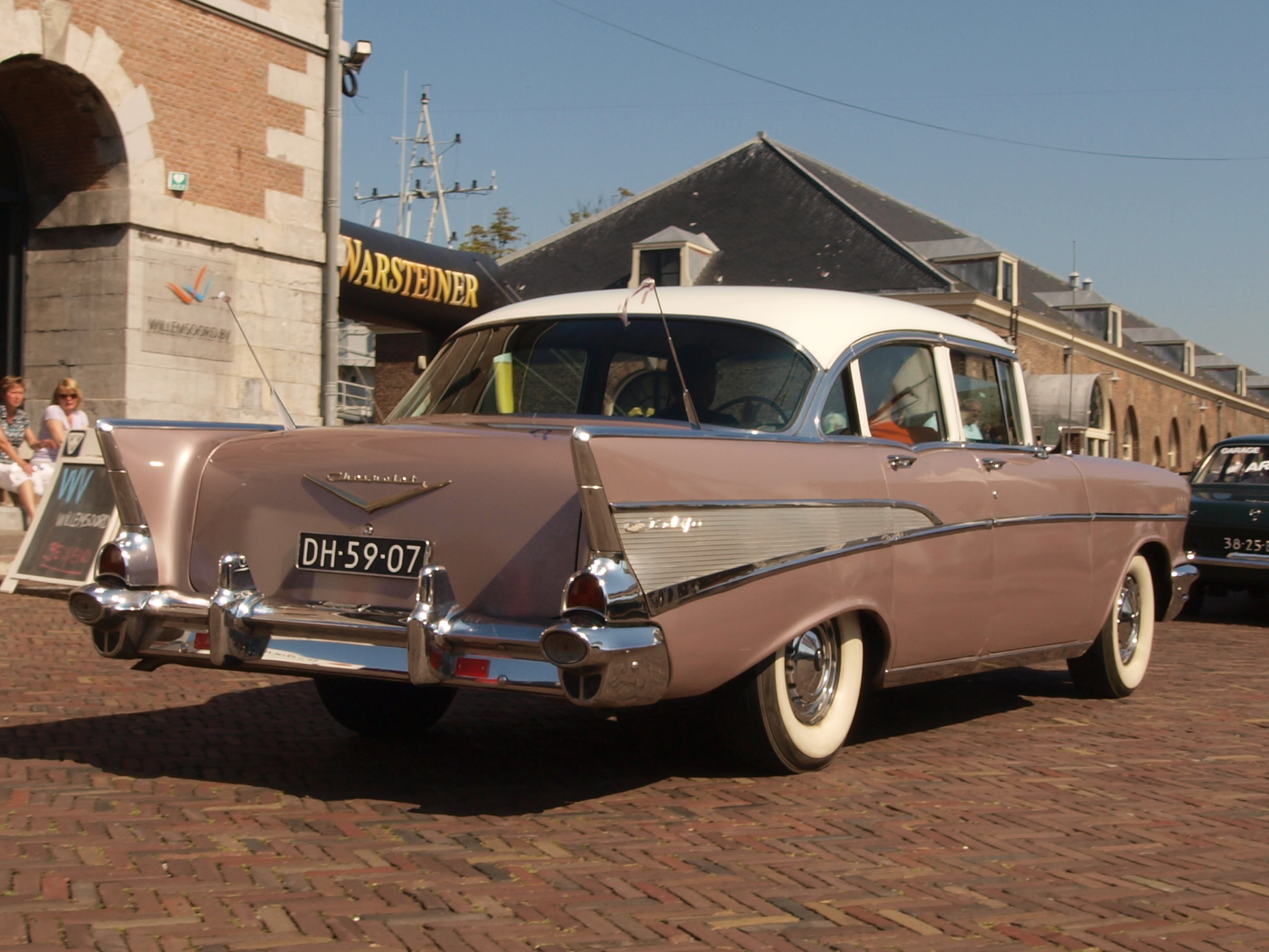
Vista posteriore

## La terza serie: 1958
Nel 1958 i modelli Chevrolet furono oggetto di restyling. Le nuove vetture erano più larghe, lunghe e pesanti dei modelli che le precedettero. La nuova Impala era disponibile in versione cabriolet e coupé con hard-top fisso, e si posizionava al top della gamma offerta dalla Chevrolet. Al di sotto di essa c'era la Bel Air. La Bel Air due porte hard-top possedeva un corpo vettura diverso da quello dell'Impala, dato che esso aveva una forma che faceva maggiormente assomigliare la vettura a una berlina. La gamma era completata dalla Biscayne e dalla Delray.
Il progetto della Chevrolet per l'anno citato ebbe risultati migliori di quelli ottenuti dagli altri marchi della General Motors. Inoltre, mancava quella sovrabbondanza di cromature presenti invece sulle Pontiac, le Oldsmobile, le Buick e le Cadillac. Venne anche rivisto il frontale, con l'installazione di una nuova calandra più larga e di fanali sdoppiati. La coda ricevette un alloggiamento a forma di ventola che ospitava dei fari posteriori doppi.
La denominazione Nomad adottata per le versioni familiari ricomparve nel 1958 quando la vettura venne declinata come station wagon premium. Molte Chevrolet familiari possedevano dei fanali posteriori che erano ospitati in alloggiamenti di dimensioni più ridotte. Questi alloggiamenti furono rimpiccioliti per permettere di installare il portellone posteriore.
I motori disponibili erano tre. Era offerto un sei cilindri in linea Blue Flame da 3,9 L di cilindrata e 145 CV di potenza, e due V8; il primo era da 4,6 L, mentre il secondo da 5,7 L. I cambi disponibili erano due, uno manuale a tre rapporti, e il Powerglide automatico a due velocità.
Questa serie di Bel Air è stata assemblata a Oshawa (Canada) e a Arlington (Texas).

## La quarta serie: 1959–1960
Le Chevrolet del 1959 non assomigliavano a nessun'altra vettura stradale, sia anteriormente sia posteriormente. Nell'anno citato, la Chevrolet lanciò una serie della Bel Air completamente nuova. Dai proiettori anteriori, sistemati nella posizione più bassa che la legge permetteva, fino alle luci posteriori a forma di "occhio di gatto", era un modello completamente nuovo. Anche il telaio era rinnovato. Il corpo vettura venne ingrandito in tutte le dimensioni, e ciò fece della Bel Air la più grande Chevrolet in commercio all'epoca nella categoria di cui faceva parte.
La Bel Air, che faceva parte della alta gamma dal 1953, fu spostata a metà della gamma offerta dalla Chevrolet. Le familiari erano ancora considerate a sé stanti, ma avevano numeri di serie che riprendevano quelli della normale serie Bel Air.
Nel 1960 vennero applicati pochi cambiamenti. I nuovi esemplari presentavano un frontale più contenuto e doppie luci posteriori al posto dei fanali a "occhi di gatto" del modello del 1959. Per quanto riguarda il motore, la meccanica rimase pressoché immutata. L'iniezione non fu più disponibile, ma il motore V8 da 5,7 L di cilindrata era più potente, dato che ora erogava 335 CV a 5.800 giri al minuto. Per ottenere ciò vennero installati tre carburatori a doppio corpo, un nuovo albero a camme e fu previsto un diverso rapporto di compressione (11,25:1). Nuova fu anche la versione Sport Coupé, che utilizzava il corpo vettura della Impala due porte hard-top, anche se di essa non aveva gli interni. Le berline Bel Air continuarono a usare l'enorme lunotto avvolgente. Le Bel Air e la Biscayne avevano due luci posteriori per lato, e quindi si differivano dalle Impala, che ne avevano tre. Le Bel Air avevano però una carrozzeria e interni più eleganti e raffinati rispetto alle Biscayne. Molti optional e accessori presenti sull'Impala, ora erano disponibili anche sulla Bel Air.
I motori disponibili erano tre. Era offerto un sei cilindri in linea Blue Flame da 3,9 L di cilindrata, e due V8, il primo era da 4,6 L, mentre il secondo da 5,7 L. I cambi disponibili erano tre, due manuali (uno a tre e un altro a quattro rapporti), e il Powerglide automatico a due velocità.
Questa serie di Bel Air è stata assemblata a Oshawa (Canada) e a Arlington (Texas).

## La quinta serie: 1961–1964
Nel 1961 il modello fu oggetto di un restyling, che non coinvolse solo il corpo vettura. Il passo rimase immutato, mentre la lunghezza venne leggermente ridotta. Tutti i motori della generazione precedente vennero riproposti. I propulsori base erano il sei cilindri in linea da 3,9 L di cilindrata e 135 CV di potenza, e il V8 da 4,6 L e 170 CV. Quest'ultimo costava 110 dollari in più del secondo. La Bel Air berlina due porte possedeva una linea del tettuccio squadrata e un lunotto avvolgente, e questo contrastava con il disegno della versione hardtop, che era sfuggente in corrispondenza della parte posteriore del tettuccio.
Nel 1962 vennero aggiornati tutti i lamierati, tranne i pannelli delle porte. La lunghezza fu lievemente aumentata. La versione hardtop quattro porte non venne più offerta. I motori standard rimasero gli stessi dell'anno precedente. Vennero però aggiunti un V8 da 5,4 L (erogante una potenza di 250 o 300 CV, a seconda della versione) e un V8 da 6,7 L (380 CV o 409 CV), quest'ultimo a iniezione. Nell'anno in questione venne tolto il divisorio presente negli esemplari versione familiare.
Nel 1963 tutte le full-size Chevrolet subirono un aggiornamento, e la Bel Air non fu un'eccezione. La lunghezza della vettura fu aumentata. I motori standard rimasero i medesimi, anche se il propulsore V8 da 4,6 L ora erogava 195 CV, e il motore da 6,7 L era offerto in tre versioni, che sviluppavano 340 CV, 400 CV o 425 CV. La Bel Air continuò a occupare una posizione intermedia nella gamma Chevrolet, ma ora era offerta in versione berlina due e quattro porte. Erano ancora disponibile le familiari, che potevano essere acquistate a 6 o 9 passeggeri.
Nel 1964 vennero operati pochi cambiamenti, eccetto che sui lamierati. Gli interni vennero rinnovati. I motori base rimasero gli stessi. Il propulsore da 5,4 L era offerto in quattro versioni, che sviluppavano una potenza compresa tra 250 CV e 365 CV, ed erano disponibili tre motori da 6,7 L, che erogavano una potenza compresa tra i 340 CV e i 425 CV. A parte la linea di cintura cromata e una differenza di 100 dollari, tra la Bel Air e la Biscayne erano presenti poche differenze esteriori.
Le carrozzerie disponibili erano cinque. La coupé due porte e la berlina quattro porte vennero offerte dal 1961 al 1964, l'hard-top due porte dal 1961 al 1962, la familiare dal 1962 al 1964 e l'hard-top quattro porte solo nel 1961.
Altri motori che vennero offerti, a parte quelli citati, furono un sei cilindri in linea da 3,8 L di cilindrata, che fu disponibile dal 1963 al 1964, e un V8 da 5,7 L, commercializzato solo nel 1961. I cambi disponibili erano tre, due manuali (uno a tre e un altro a quattro rapporti), e il Powerglide automatico a due velocità.

Questa serie di Bel Air è stata assemblata a Oshawa (Canada) e a Arlington (Texas).

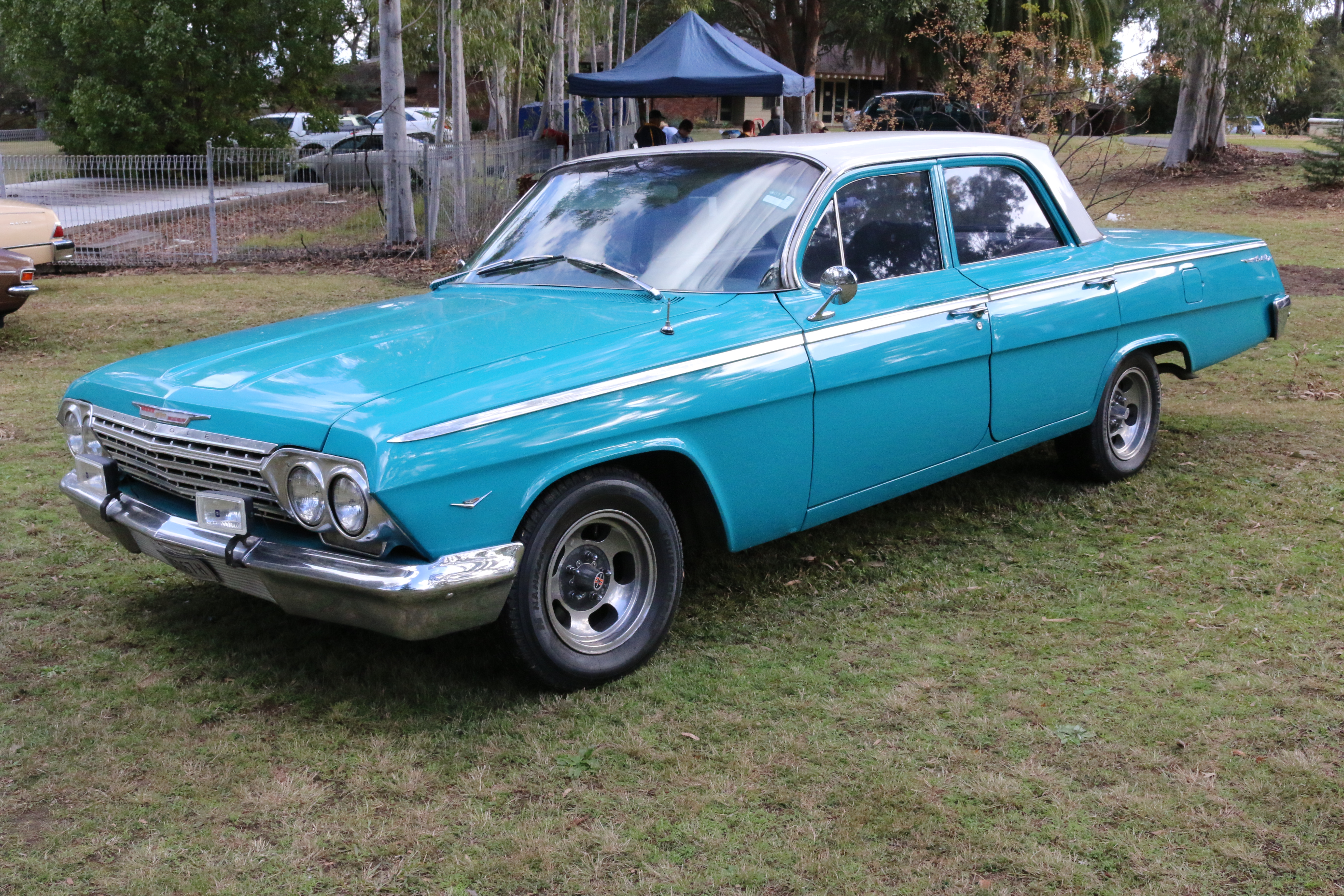
Chevrolet Bel Air del 1962
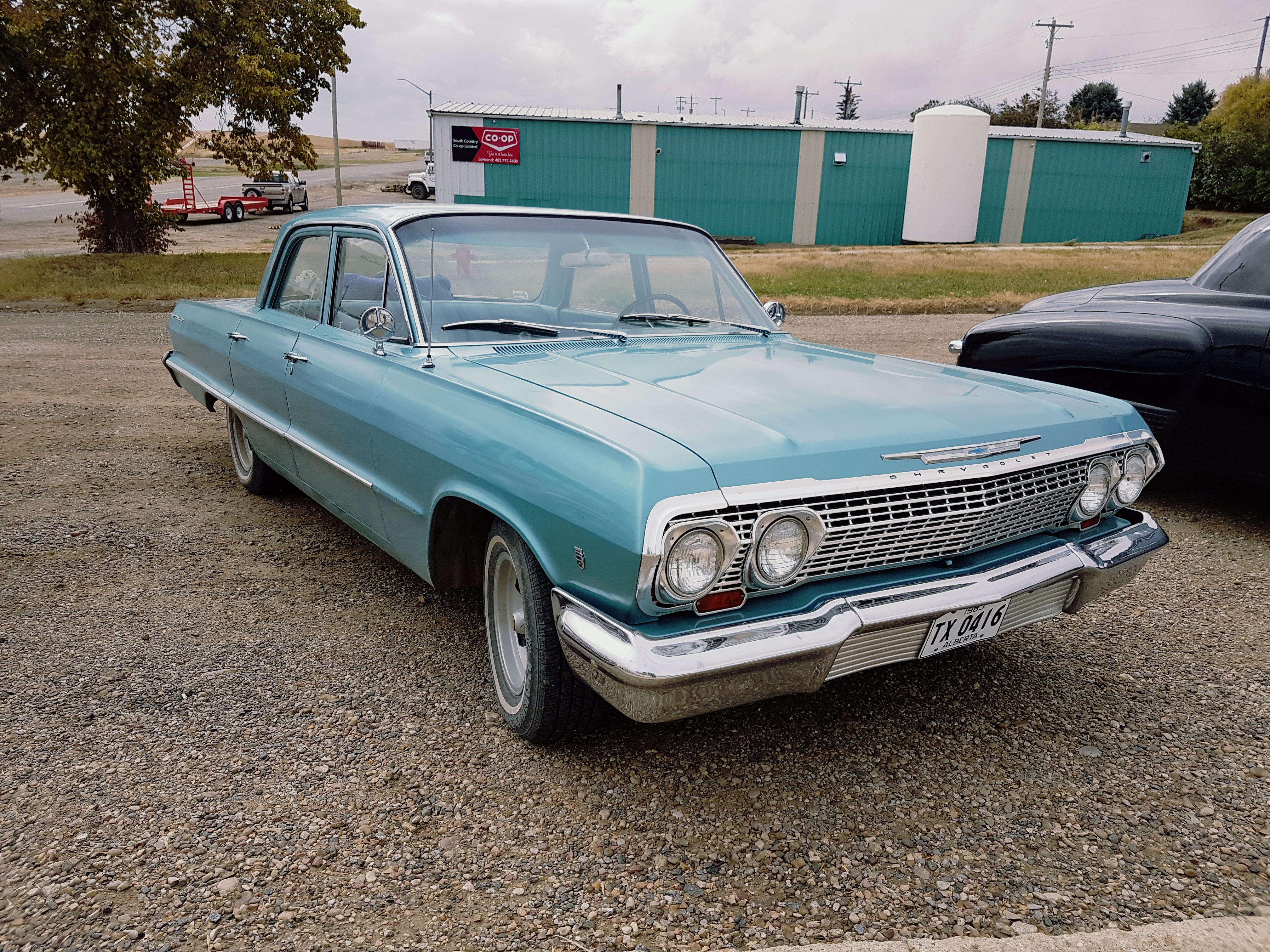
Chevrolet Bel Air del 1963
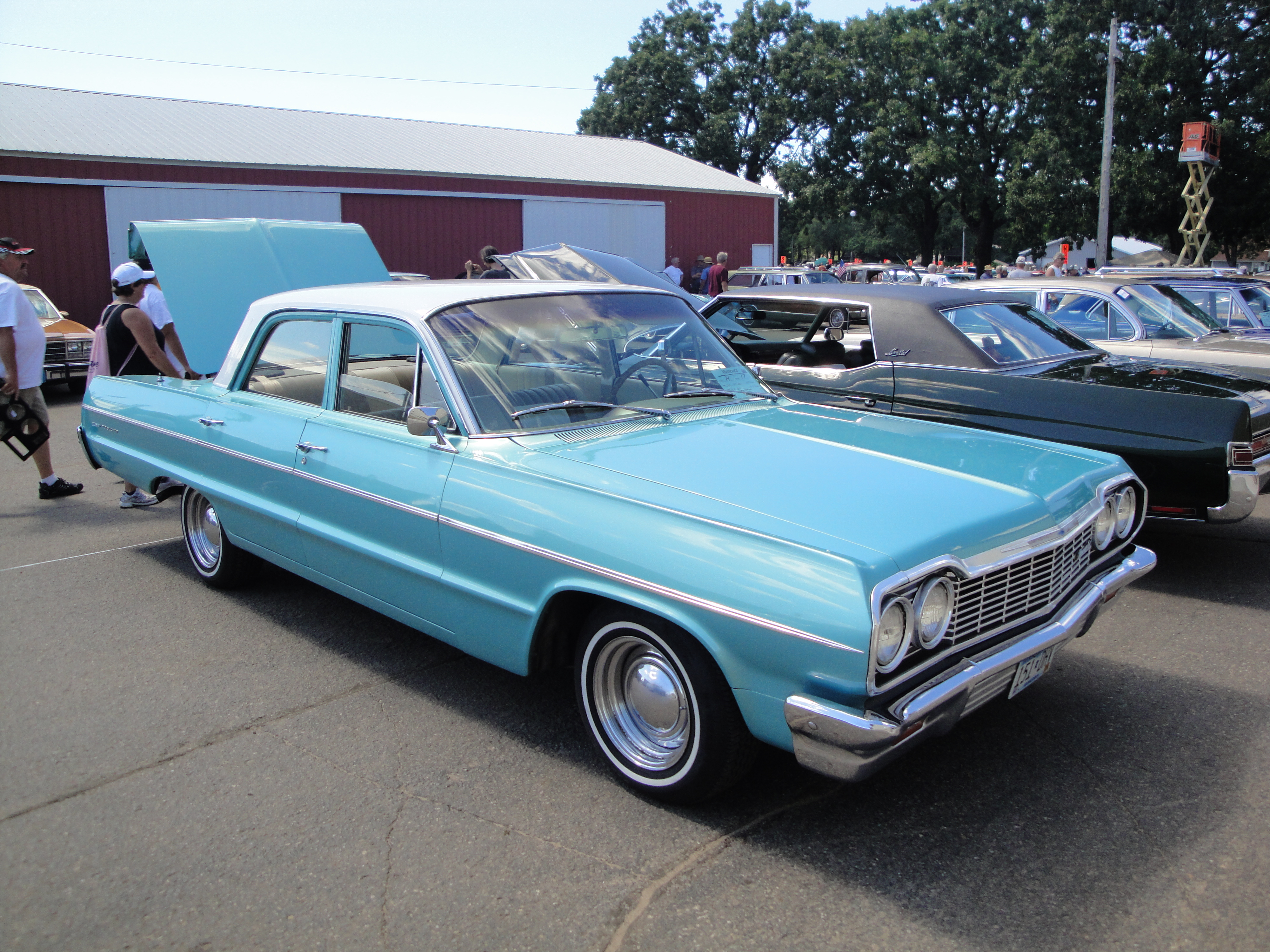
Chevrolet Bel Air del 1964

## La sesta serie: 1965–1970
Nel 1965 le Chevrolet full-size furono completamente riviste, e i corpi vettura vennero allungati, sebbene il passo rimase lo stesso. La nuova calandra pressata aveva una maggiore estensione verso il basso, sotto il paraurti. La nuova linea era caratterizzata da vetri curvi e da fanali posteriori rotondi. Anche gli interni vennero rivisti, con il cruscotto che fu reso più attraente. Il motore V8 standard rimase il propulsore da 4,6 L di cilindrata e 195 CV di potenza, ma tra le opzioni c'erano due nuovi motori da 6,5 L (325 CV e 340 CV) e due da 6,7 L (400 CV e 425 CV). La Bel Air possedeva una modanatura di acciaio lungo la linea di cintura e a forma di lama ricurva, oltre alla dicitura Bel Air sul parafango posteriore, la luce nel compartimento portaoggetti e il portellone posteriore elettrico (solo sulle familiari a nove passeggeri) che la differenziava dalle Biscayne.
Nel 1966 la Chevrolet rinnovò nuovamente la gamma, con un restyling molto leggero che includeva parafanghi smussati e una calandra ridisegnata. La Bel Air e la Biscayne erano caratterizzati da fari rettangolari con luci di retromarcia integrate. Il motore base a sei cilindri in linea fu quello da 4,1 L e 155 CV. Nell'anno in questione fu introdotto il motore V8 da 7 L da 390 CV o 425 CV. La Bel Air era distinguibile dalla Biscayne dalla sua modanatura laterale e dalla scritta "Bel Air" sui parafanghi posteriori.
Nel 1967 le Chevrolet full-size presentavano un nuovo corpo vettura con parafanghi posteriori bombati. Quest'ultima caratteristica non fu apprezzata da tutti. Continuarono a essere offerte le carrozzerie berlina due e quattro porte, e le familiari 6 e 9 passeggeri. Durante l'anno citato sulle Bel Air furono installati delle luci posteriori triple, mentre sulle Biscayne erano doppie. I motori standard rimasero i medesimi degli anni precedenti. Propulsori opzionali furono i V8 da 5,4 L (275 CV), 6,5 L (350 CV) e 7 L (385 CV).
Nel 1968 i cambiamenti furono minori. La nuova calandra Chevrolet somigliava molto a quella delle Cadillac, ma le luci posteriori tonde e doppie erano strettamente legate alla Chevrolet. Tra i motori standard, erano presenti il propulsore da 5 L e 200 CV.
Nel 1969 le Chevrolet più grandi vennero completamente riviste. Il passo rimase identico, ma la lunghezza fu aumentata. I motori rimasero i medesimi.
Nel 1970 i cambiamenti furono minimi, e perlopiù concentrati sul frontale. Il motore V8 standard fu il propulsore da 5,7 L e 250 CV.
Le carrozzerie disponibili erano tre. La coupé due porte venne offerta dal 1965 al 1969, la berlina quattro porte fu disponibile dal 1965 al 1970, e la familiare dal 1965 al 1969.
Altri motori che vennero offerti, a parte quelli citati, furono dei V8 da 6,6 L e 6,7 L di cilindrata. I cambi disponibili erano quattro, due manuali (uno a tre e un altro a quattro rapporti), e gli automatici Powerglide a due velocità e il Turbo Hydramatic a tre rapporti.

Questa serie di Bel Air è stata assemblata a Oshawa (Canada) e a Arlington (Texas).

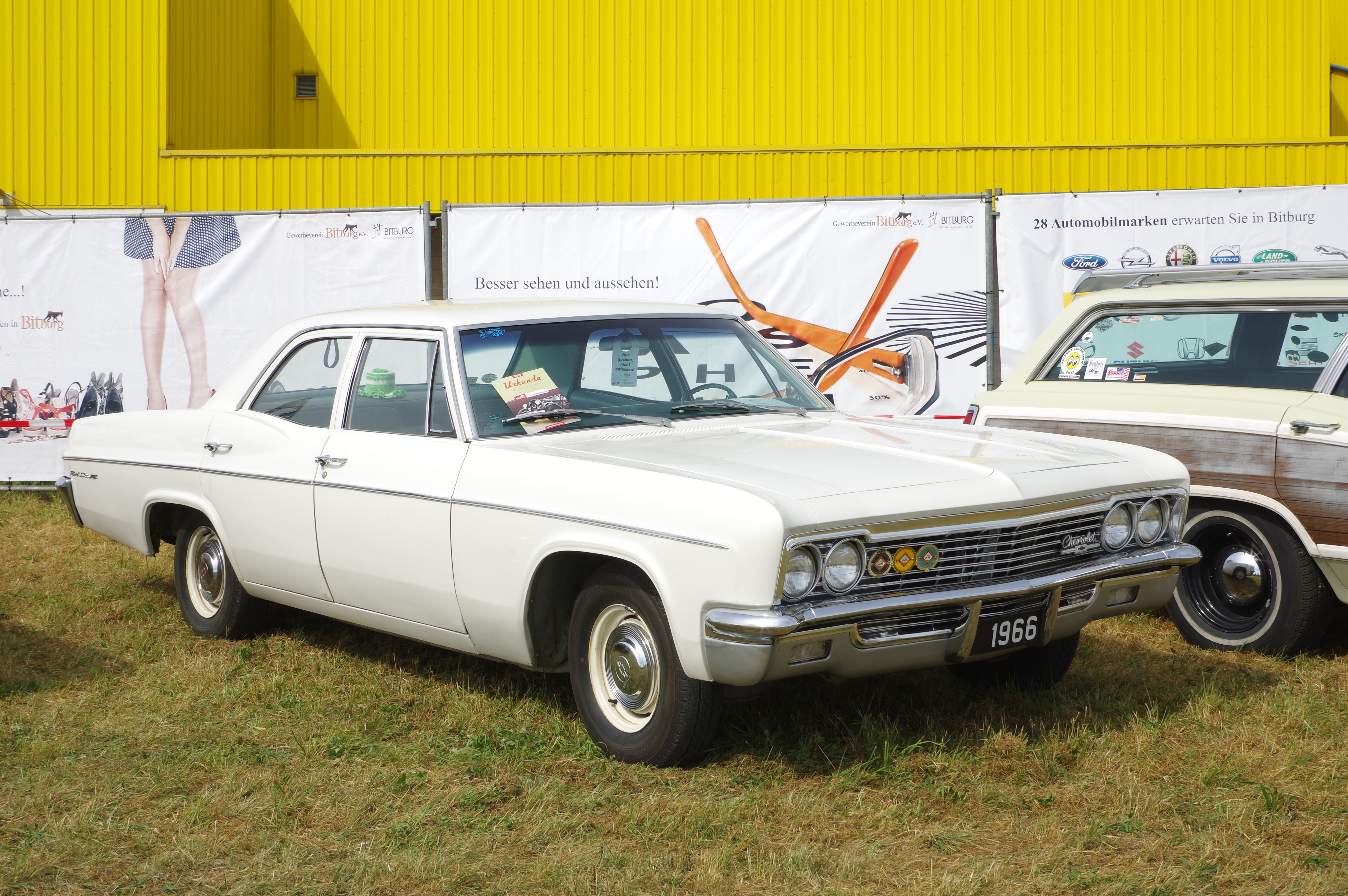
Chevrolet Bel Air del 1966
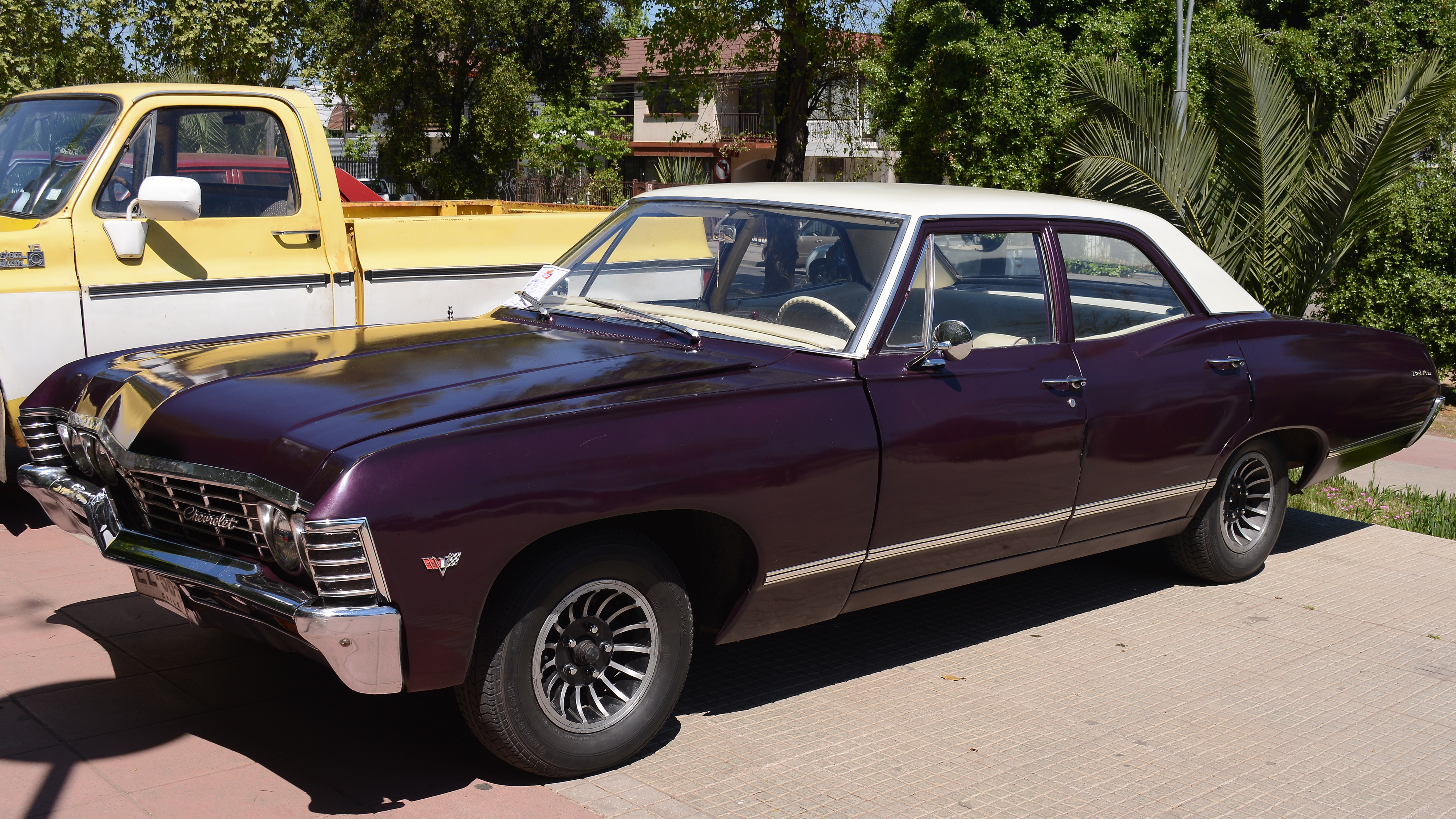
Chevrolet Bel Air del 1967
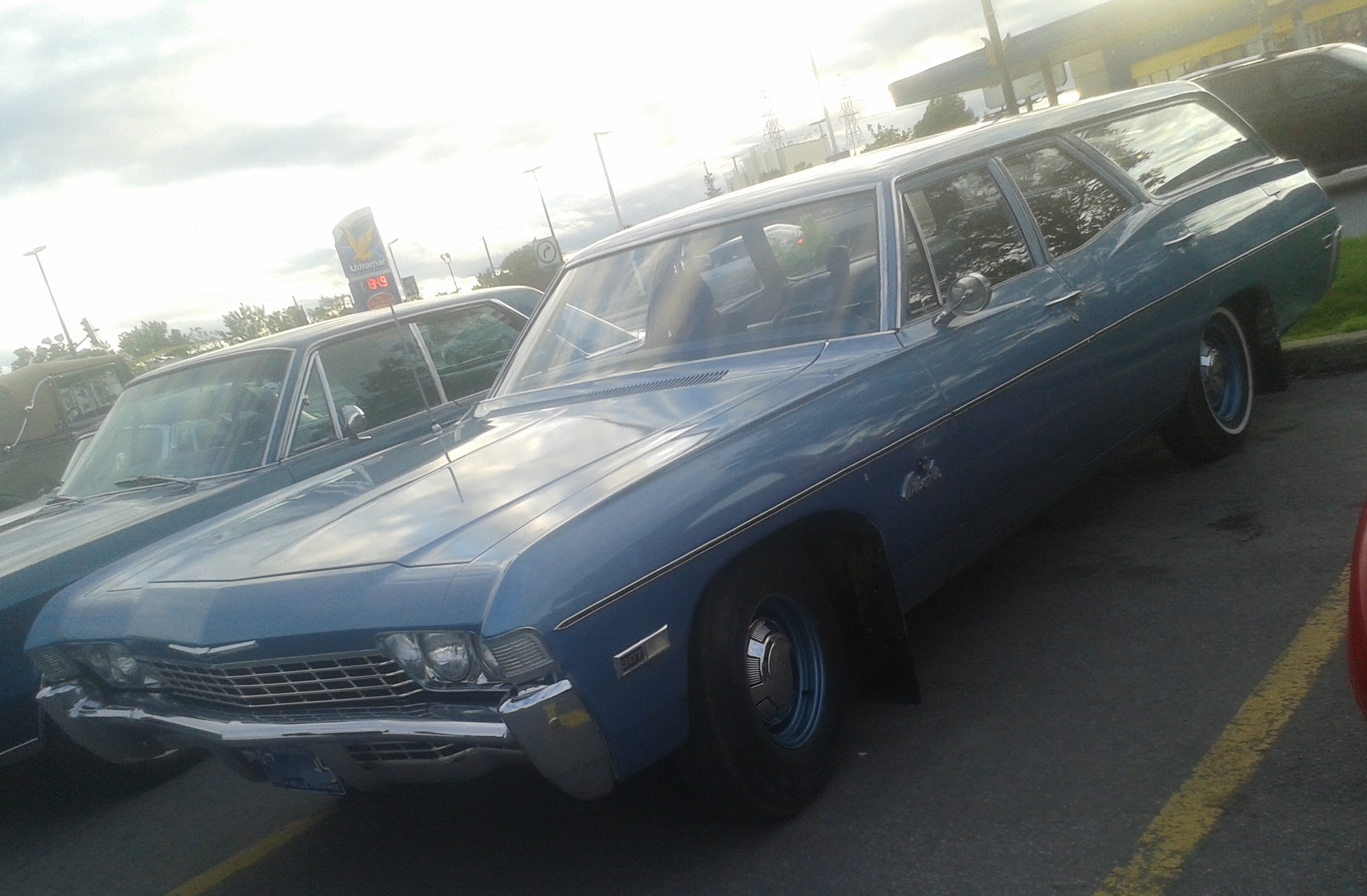
Chevrolet Bel Air familiare del 1968
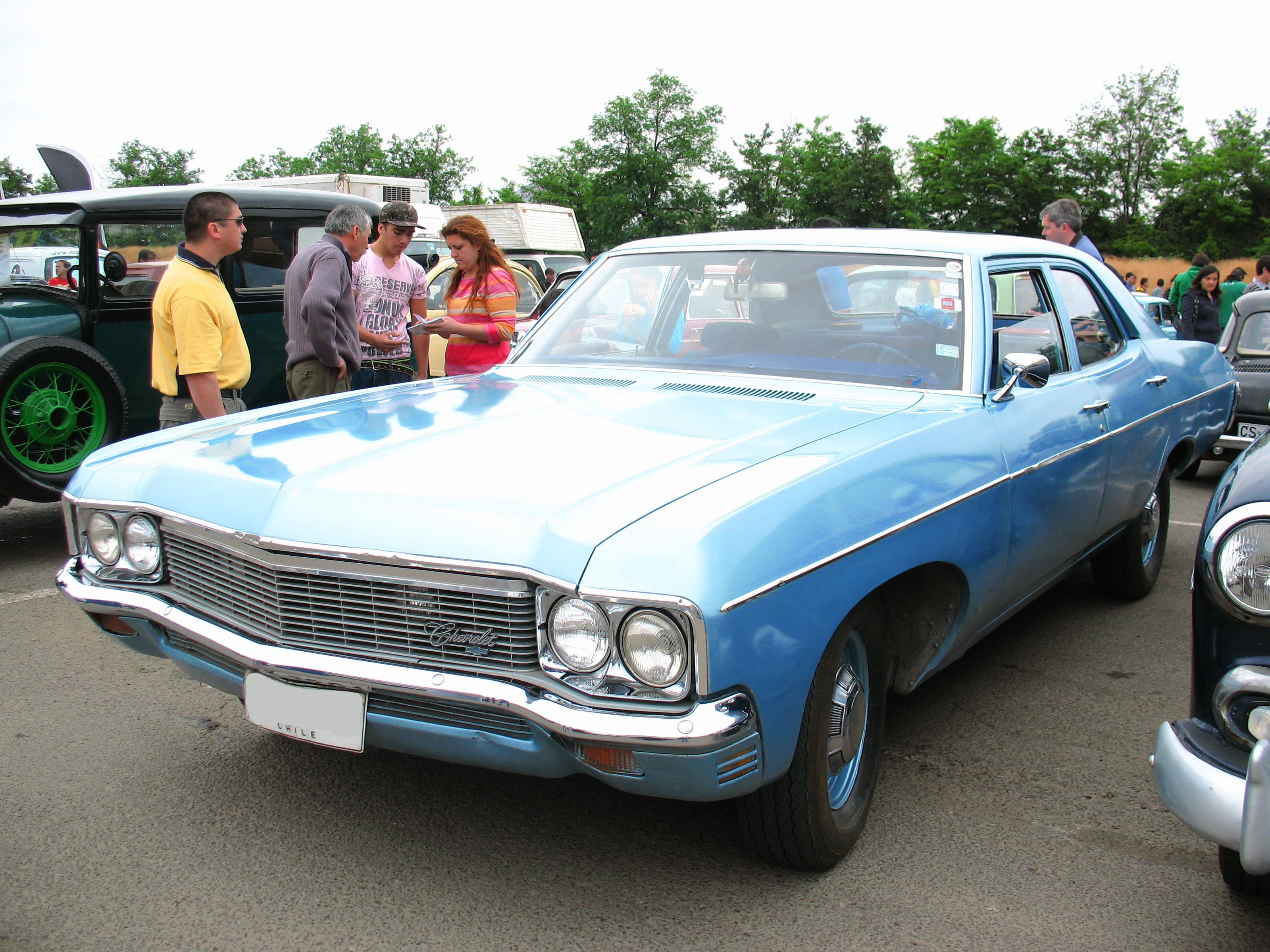
Chevrolet Bel Air del 1970

## La settima serie: 1971–1976

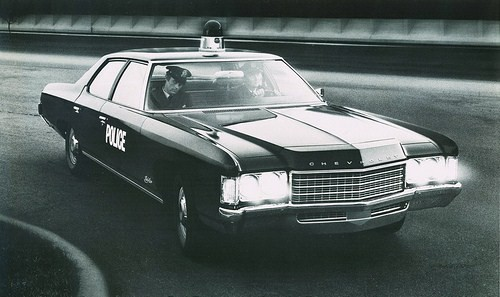
Chevrolet Bel Air del 1971 in dotazione alla polizia

Verso la fine degli anni sessanta, con l'introduzione della Caprice, la Bel Air e la sua "compagna" Biscayne incominciarono a essere rivolte principalmente alle società private, che le acquistavano per collocarle nelle loro flotte aziendali. Comunque, la Bel Air rimase disponibile anche per i clienti privati, che la sceglievano per l'assenza di particolari lussuosi e ricercati, e per l'aspetto meno spartano rispetto a quello della Biscayne. Quando quest'ultima fu tolta di produzione nel 1972, la Bel Air diventò il modello più economico nella categoria full-size della Chevrolet.
Il motore a sei cilindri in linea da 4,1 L di cilindrata e il cambio manuale con comando sul piantone dello sterzo, rimasero l'equipaggiamento standard delle berline fino al 1973. Per questo, la Bel Air fu l'ultima vettura statunitense full-size a offrire il cambio manuale. Il motore V8 da 5,7 L e il cambio automatico facevano parte invece della scelta base per le familiari.
Tutte le Bel Air berline del 1974 e 1975 avevano installato, come equipaggiamento standard, un motore V8 da 5,7 L con carburatore doppio corpo e un cambio automatico Turbo-Hydramatic, mentre le familiari avevano montato, sempre come dotazione standard, un propulsore V8 da 6,6 L con carburatore a quadruplo corpo ed, anche in questo caso, un cambio automatico Turbo-Hydramatic. Il secondo propulsore citato era opzionale sulle berline, e su entrambe le versioni era possibile avere come optional un motore V8 da 7,4 L. Le familiari furono denominate Townsman dal 1969 al 1972, e semplicemente Bel Air dal 1973 al 1975.
Nel 1975 furono ridisegnati il tettuccio, il cruscotto e la radio, e il climatizzatore ebbe una nuova grafica di controllo. Nello stesso anno vennero offerti due nuovi optional, cioè un pacchetto indirizzato al risparmio di carburante, che includeva un misuratore di consumo di carburante e i tergicristalli a funzionamento intermittente.

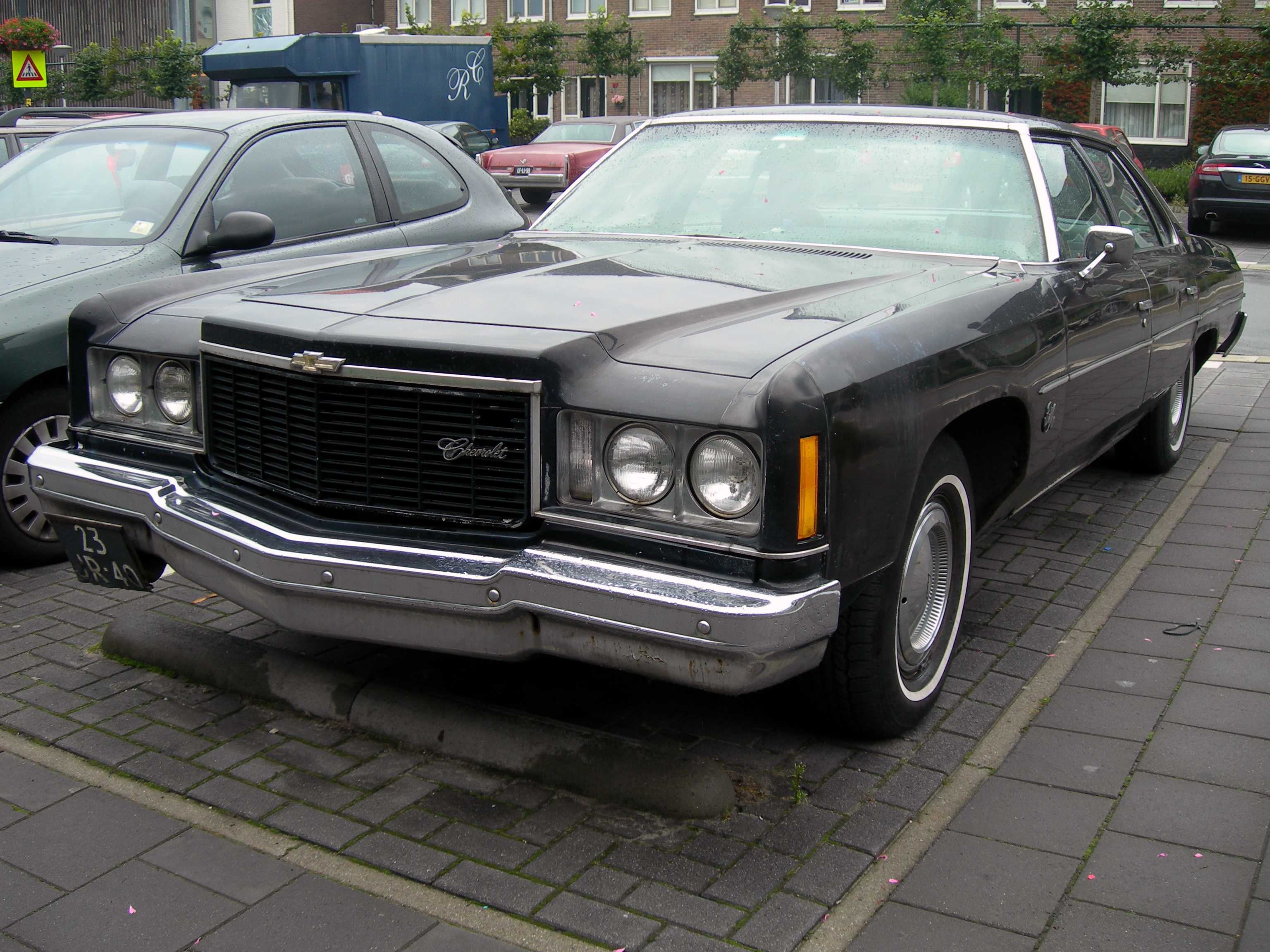
Chevrolet Bel Air del 1975

Nel 1975 il periodico Consumer Reports provò una Bel Air quattro porte berlina con il motore da 5,7 L e cambio Turbo-Hydramatic. Il confronto fu con la Pontiac Catalina, la Ford LTD e la Plymouth Gran Fury. Nonostante la Bel Air avesse avuto delle prestazioni soddisfacenti durante il test, la rivista osservò che il modello possedeva un minore isolamento acustico e una peggiore abitabilità per i passeggeri dei sedili posteriori, rispetto alle concorrenti e alla simile Impala. La rivista scrisse anche che la vettura era relativamente vicina alla Pontiac per quanto riguarda la qualità generale. Il Consumers Report concluse, nel suo rapporto, che i potenziali acquirenti, per ottenere un equipaggiamento equivalente a quello dei modelli delle altre case automobilistiche esaminati, avrebbero dovuto pagare un extra di circa 200 dollari per aggiornare la più costosa Impala. In questo caso, i vantaggi erano un maggior valore al momento di una futura rivendita, e l'ottenimento di abbinamenti, tra allestimenti interni ed esterni, maggiormente comparabili a quelli delle altre vetture di grossa taglia esaminate.
Il 1975 fu l'ultimo anno della Bel Air negli Stati Uniti. Nel 1976, fu commercializzata per un solo anno l’Impala S, che era una berlina quattro porte dotata di un equipaggiamento più povero rispetto all'Impala regolare. Essa può essere considerata la sostituta della Bel Air. In Canada la commercializzazione di questa serie di Bel Air continuò fino al 1976.
Questa serie di Bel Air era costruita sul pianale B della General Motors. I cambi disponibili erano due. Il primo era manuale a tre rapporti, ed era montato come equipaggiamento standard sui modelli con motore a sei cilindri, mentre l'altro era l'automatico Turbo-Hydramatic a tre velocità. Quest'ultimo era opzionale sui modelli con motore a sei cilindri dal 1971 al 1973, e montato di serie sugli esemplari con propulsore V8 dal 1971 in poi.
Anche questa serie di Bel Air è stata assemblata a Oshawa (Canada) e a Arlington (Texas).

## L'ottava serie: 1977–1981 (solo in Canada)
La divisione canadese della Chevrolet continuò a produrre la Bel Air nella nazione nordamericana anche dopo il 1977. Questo modello era una vettura full-size a prezzo relativamente basso, che fu ottenuta dalla Pontiac Laurentian tramite badge engineering. Rispetto alle Bel Air precedenti, il nuovo modello era però più piccolo. A riflettere le minori dimensioni di queste auto, vi fu anche una serie di motori di cilindrata inferiore lanciata per migliorare i consumi, tra cui un motore Chevrolet Turbo-Thrift a sei cilindri in linea da 4,1 L di cilindrata (ripreso per la prima volta dal 1973) come propulsore di serie per le berline, e un V8 da 5 L e 140 CV disponibile come optional sulle berline e montato di serie sulle familiari. Il motore V8 da 5,7 L e 170 CV era disponibile su entrambi i modelli, ed era il più grande motore offerto, dato che i propulsori da 6,6 L e 7,4 L non erano più disponibili.
Nell'equipaggiamento offerto di serie erano compresi dei piccoli coprimozzo, la tappezzeria in tessuto e vinile, l'accendisigari, il posacenere, le luci di cortesia automatiche per le porte anteriori, il servosterzo a incidenza variabile, il servofreno per i freni a disco anteriori e il cambio automatico Turbo Hydramatic a tre rapporti.
Nel 1980 il motore da 4,1 L venne sostituito da un propulsore V6 da 3,8 L, che era basato su un precedente motore V8 Small Block. Il nuovo motore V8 base aveva una cilindrata di 4,3 L e un carburatore doppio corpo, mentre al motore da 5 L fu incrementata la potenza a 155 CV, grazie alla sostituzione del carburatore a doppio corpo, con un altro a quadruplo corpo. Il motore V8 da 5,7 L fu a quel punto limitato come opzione a vetture destinate alla polizia. Un'altra opzione disponibile dal 1980 al 1981, fu il motore Diesel V8 da 5,7 L.
Questa serie di Bel Air è stata assemblata a Oshawa (Canada).

## La Bel Air concept car

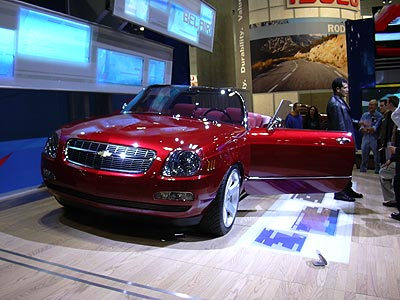
La Chevrolet Bel Air Concept

Nel 2002 la Chevrolet ha presentato al salone dell'automobile di Detroit una concept car di nome Bel Air. Questa vettura possedeva molte caratteristiche, sia stilistiche sia tecniche, delle Bel Air degli anni 1955/1957. Questa concept aveva anche i fanali posteriori che derivavano da quelli della Ford Thunderbird.
Il modello montava un motore "concept" completamente nuovo e che non era mai stato montato su nessun'altra vettura. Questo propulsore possedeva una cilindrata di 3,5 L e un doppio albero a camme in testa. Le valvole erano venti.
Il cambio era automatico Turbo-Hydramatic 4l60-E a quattro rapporti. 
La carrozzeria era cabriolet due porte. Il veicolo era basato sul pianale B della General Motors e venne assemblato a Detroit.
La Chevrolet non ha comunque deciso di produrre la vettura in serie.